# Acalolepta densemarmorata
Acalolepta densemarmorata är en skalbaggsart som beskrevs av Stefan von Breuning 1970. Acalolepta densemarmorata ingår i släktet Acalolepta och familjen långhorningar. Inga underarter finns listade i Catalogue of Life.